# Lupinus sellulus
Lupinus sellulus är en ärtväxtart som beskrevs av Albert Kellogg. Lupinus sellulus ingår i släktet lupiner, och familjen ärtväxter.

## Underarter
Arten delas in i följande underarter:
- L. s. artulus
- L. s. lobbii
- L. s. medius
- L. s. sellulus
- L. s. ursinus